# Jacques Nguyễn Văn Mầu
Jacques Nguyễn Văn Mầu (ur. 22 stycznia 1914 w Bà Rịa, zm. 31 stycznia 2013) – wietnamski duchowny katolicki, biskup Vĩnh Long w latach 1968-2001.

## Życiorys
Święcenia kapłańskie przyjął 21 września 1940 roku. 
12 lipca 1968 roku papież Paweł VI mianował go ordynariuszem Vĩnh Long. Sakry udzielił mu ówczesny delegat apostolski w Wietnamie abp Angelo Palmas. Na emeryturę przeszedł w sędziwym wieku 87 lat 3 lipca 2001 roku. W chwili śmierci był jednym z najstarszych żyjących biskupów katolickich na świecie.